# Верхньоторгаївська сільська рада
Верхньоторгаї́вська сільська́ ра́да — адміністративно-територіальна одиниця та орган місцевого самоврядування в Нижньосірогозькому районі Херсонської області. Адміністративний центр — село Верхні Торгаї.

## Загальні відомості
- Територія ради: 67,162 км²
- Населення ради: 614 особи (станом на 2001 рік)

## Населені пункти
Сільській раді були підпорядковані населені пункти:
- с. Верхні Торгаї

## Склад ради
Рада складалася з 12 депутатів та голови.
- Голова ради: Долецький Сергій Дмитрович
- Секретар ради: Шевчук Наталія Василівна

### Керівний склад попередніх скликань
| Прізвище, ім'я, по батькові         | Основні відомості                                                                             | Дата обрання | Дата звільнення |
| ----------------------------------- | --------------------------------------------------------------------------------------------- | ------------ | --------------- |
| Федченко Леонід Масимович           | Сільський голова, 1951 року народження, член Соціал-демократичної партії України (об'єднаної) | 26.03.2006   | 31.10.2010      |
| Пшепіровський Олександр Леонтійович | Сільський голова, 1963 року народження, освіта середня спеціальна, член Партії регіонів       | 31.10.2010   | 18.09.2011      |
| Долецький Сергій Дмитрович          | Сільський голова, 1970 року народження, освіта вища, член Партії регіонів                     | 18.09.2011   |                 |

Примітка: таблиця складена за даними сайту Верховної Ради України

### Депутати
За результатами місцевих виборів 2010 року депутатами ради стали:

#### За суб'єктами висування
| Суб'єкт висування | Кількість обраних депутатів | %  |
| ----------------- | --------------------------- | -- |
| Партія регіонів   | 9                           | 75 |
| Самовисування     | 3                           | 25 |

#### За округами
| № округу        | Прізвище, ім'я, по батькові        | Дата визнання обраним | Освіта  | Партійна приналежність | Відомості про обраного депутата                            |
| --------------- | ---------------------------------- | --------------------- | ------- | ---------------------- | ---------------------------------------------------------- |
| Партія регіонів |                                    |                       |         |                        |                                                            |
| 1               | Нікульський Анатолій Йосипович     | 03.11.2010            | середня | позапартійний          | ТОВ «Промінь-21», бригадир                                 |
| 2               | Гладковська Олена Павлівна         | 03.11.2010            | вища    | позапартійна           | ТОВ «Промінь-21», головний бухгалтер                       |
| 4               | Собестіанська Валентина Михайлівна | 03.11.2010            | середня | позапартійна           | тимчасово не працює                                        |
| 5               | Слотвінська Валентина Леонідівна   | 03.11.2010            | вища    | позапартійна           | Верхньоторгаївська загальноосвітня школа І-ІІ ст., вчитель |
| 6               | Шмигирівська Людмила Олексіївна    | 03.11.2010            | вища    | член Партії регіонів   | Верхньоторгаївська загальноосвітня школа І-ІІ ст., вчитель |
| 7               | Задерновський Віталій Анатолійович | 03.11.2010            | вища    | позапартійний          | Верхньоторгаївський сільський будинок культури, директор   |
| 9               | Кудловський Володимир Іванович     | 03.11.2010            | середня | позапартійний          | тимчасово не працює                                        |
| 11              | Сабадаш Олена Вікторівна           | 03.11.2010            | вища    | позапартійна           | Верхньоторгаївська загальноосвітня школа І-ІІ ст., вчитель |
| 12              | Пузиревич Людмила Володимирівна    | 03.11.2010            | середня | позапартійна           | Верхньоторгаївський фельдшерський пункт, санітарка         |
| Самовисування   |                                    |                       |         |                        |                                                            |
| 3               | Залєвська Олеся Федорівна          | 03.11.2010            | вища    | позапартійна           | Верхньоторгаївська сільська рада, секретар                 |
| 8               | Кіріяка Валерія Федорівна          | 16.12.2013            | вища    | член Партії регіонів   | Верхньоторгаївська сільська рада, касир                    |
| 10              | Мінюкова Галина Миколаївна         | 24.09.2012            | вища    | позапартійна           | Верхньоторгаївська сільська рада, касир                    |

## Населення
Згідно з переписом УРСР 1989 року чисельність наявного населення сільської ради становила 761 особа, з яких 348 чоловіків та 413 жінок.
За переписом населення України 2001 року в сільській раді мешкало 600 осіб.

### Мова
Розподіл населення за рідною мовою за даними перепису 2001 року:
| Мова       | Відсоток |
| ---------- | -------- |
| українська | 93,65 %  |
| російська  | 5,54 %   |
| румунська  | 0,49 %   |
| білоруська | 0,33 %   |